# Leonardo Motzo
Leonardo Motzo (Bolotana, 14 settembre 1895 – Cagliari, 20 settembre 1971) è stato un generale italiano.

## Biografia
Allo scoppio della prima guerra mondiale Leonardo Motzo era appena stato arruolato nel 46º Reggimento Brigata "Reggio" dopo essere stato trasferito dall'84º Reggimento Brigata "Venezia.
In zona di guerra, nel 1916, combatté sul monte Sief, nella zona del Col di Lana, meritandosi la medaglia d'argento al valor militare.
Entrato in seguito nella neonata Brigata Sassari, nel 1917, sull'altopiano della Bainsizza, venne nominato comandante della compagnia d'assalto della Brigata e promosso capitano. Venne insignito della seconda medaglia d'argento al valor militare per gli atti bellici del 15 e 16 settembre dello stesso anno. Si meriterà successivamente anche una medaglia di bronzo al valor militare ed una croce di guerra al valor militare negli scontri del Col del Rosso nel 1918.
Dopo la vittoria in guerra, intorno al 1930, ne scrisse delle memorie, intitolate "Gli intrepidi sardi della Brigata Sassari", e decise di rimanere nell'esercito, che servì anche durante la seconda guerra mondiale. 
Durante la liberazione italiana dai nazisti, dopo l'8 settembre 1943, rimase nelle file regolari del Regio Esercito, operando in Sardegna con il grado di colonnello al comando del 59º reggimento fanteria a Tempio e con il preciso intento di attaccare le colonne tedesche in ritirata pattuita col comando militare dell'isola.
Dopo questi eventi bellici, mosso dall'incontro col comandante della divisione tedesca, che lo lasciò molto irrequieto in quanto non poté mai incalzare battaglia contro le sue forze per ordine dei suoi superiori, decise di lasciare l'esercito andando in congedo da Colonnello.
Dopo la guerra non lasciò mai però fattivamente l'ambiente militare entrando all'interno delle associazioni combattentistiche per i reduci. A tal proposito fu lui l'organizzatore del grande raduno a Sassari della Brigata Sassari del 23 giugno 1963, occasione nella quale tenne un discorso pubblico al quale assistette anche l'allora Presidente della Repubblica Italiana Antonio Segni.